# Fufius lucasi
Fufius lucasi is een spinnensoort uit de familie Cyrtaucheniidae. De soort komt voor in Brazilië.